# Menjamel de Foerster
El menjamel de Foerster (Melidectes foersteri) és un ocell de la família dels melifàgids (Meliphagidae).

## Hàbitat i distribució
Habita els boscos de les muntanyes Saruwaged, a la Península Huon, del nord-est de Nova Guinea.